# Pachín de Melás
Emilio Robles Muñiz (Gijón, Asturias; 6 de octubre de 1877-Gijón, Asturias, 6 de marzo de 1938), también conocido como Pachín de Melás, fue un escritor español en lengua asturiana.

## Biografía
Al provenir de una familia humilde abandonó pronto los estudios y comenzó a trabajar como obrero mecánico. Asistía a las clases nocturnas de la Escuela Industrial de Gijón y logró sacar la especialidad de tornero. 
Sus primeros escritos fueron artículos en contra de la explotación obrera en los diarios El Comercio, La Defensa del Obrero y La Organización. Debido a esto y a su militancia socialista se vio obligado a abandonar el trabajo en Gijón y trasladarse a Langreo. 
Con el romance La Güelina obtuvo en 1904 el segundo premio en un Certamen Científico-Literario que ganó Pepín de Pría. Este se puede considerar el verdadero comienzo de su carrera literaria, ya que a partir de entonces participó en diversos concursos hasta que en 1909 publicó Les Veyures de Pinón, un libro de relatos. 
A lo largo de su vida desarrolló importantes iniciativas asturianistas, como la Biblioteca Popular de Escritores Asturianos, la colección La Novela Asturiana, el reclamo de un estatuto de autonomía para Asturias durante la Segunda República, etc. 
Durante la Guerra Civil puso a salvo del fuego los restos de Gaspar Melchor de Jovellanos, que se encontraban en la gijonesa iglesia de San Pedro, quemada por el bando republicano. Al poco tiempo, fue apresado por el bando franquista y murió de enfermedad en la cárcel de El Coto, el 6 de marzo de 1938. Está enterrado en el cementerio de Ceares. 
Es padre del humorista gráfico, cartelista y pintor Germán Horacio, y abuelo del actor Germán Robles.

## Galería

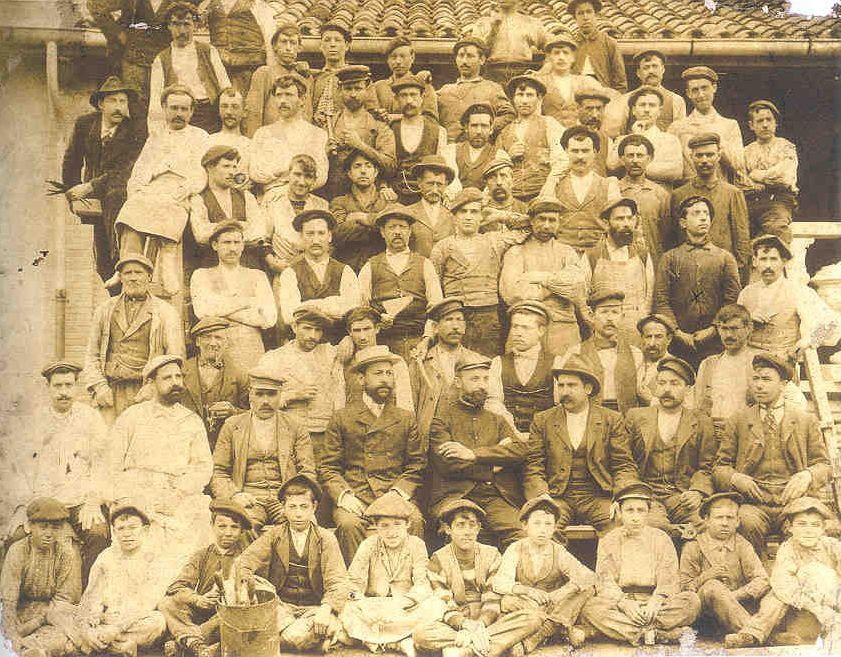
Pachín en Gijón con otros obreros a principios del siglo XX.
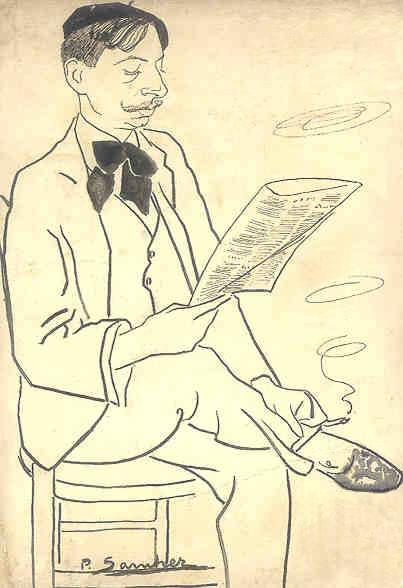
Caricatura de Pachín de Melas dibujada por su amigo Pedro Suárez
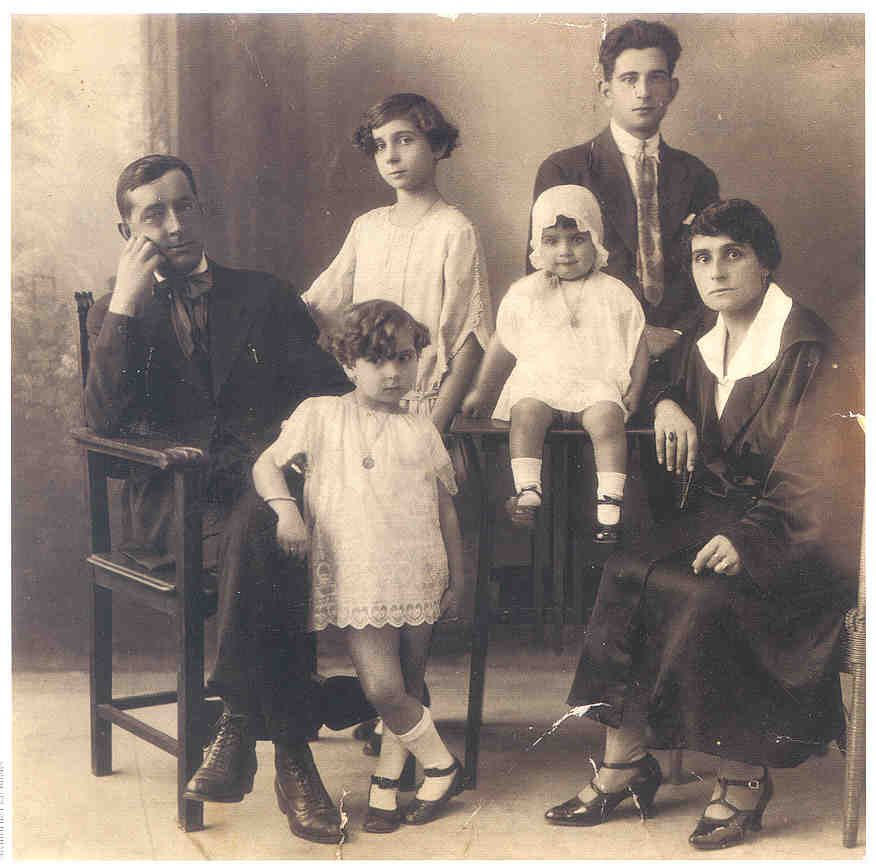
Pachín con sus hijos y su mujer